# 가격 비교 사이트
가격 비교 사이트는 여러 쇼핑 사이트, 경매 사이트 등의 정보를 모아 상품의 가격과 라인업을 일괄적으로 정리 비교할 수 있는 정보 사이트이다. 가전 제품과 컴퓨터, 화장품, 옷 등 다양한 상품과 서비스를 비교하고 있다.

## 개요
여러 상점의 판매 가격을 횡단적으로 검색할 수 있고, 가격이 낮은 순서와 제조사별로 정렬할 수 있다. 가장 유리한 조건의 사이트에서 상품을 구입할 수 있으므로 제품을 구입하기 전에 가격을 비교하거나 인터넷 경매 입찰가를 설정할 때 도움이 된다.

## 목록
- 구글 쇼핑
- 빙 쇼핑

### 대한민국
- 네이버쇼핑
- 다나와
- 비비
- 쇼핑하우
- 에누리닷컴
- 쿠차
- 행복쇼핑

### 일본
- 카카쿠닷컴